# Fiorentino
Fiorentino (emilián–romanyol nyelven Fiorentin) egyike San Marino kilenc városának. Az ország déli részén helyezkedik el. A város ad otthont a San Marinó-i labdarúgó-bajnokság másodosztályában szereplő FC Fiorentino csapatának.